# Jiří Bruder
Jiří Bruder (13. dubna 1928 Praha – 31. května 2014 Praha) byl český herec.

## Život
Pocházel z umělecké rodiny, jeho tatínek byl hercem a zpěvákem ve Vinohradském kabaretu, rovněž oba jeho strýcové byli zpěváky a muzikanty. Jeden ze strýců hrál na saxofon v orchestru Jaroslava Ježka. Jeho bratr byl herec a zpěvák Stanislav Bruder (1933–2019), se kterým byl v začátcích často v angažmá. Během své základní vojenské služby hrál v Armádním divadle společně s paní Jiřinou Jiráskovou, poznal zde i Jiřího Šlitra, o mnoho let dříve, než jej poznal Jiří Suchý.
S herectvím začínal v Divadle 5. května, poté vystřídal několik dalších divadelních a estrádních souborů (např. Divadlo Jiřího Wolkera či divadlo Paravan, Divadlo Na Fidlovačce), nakonec bezmála 30 let působil v Městských divadlech pražských (1963–1987), i později zde vystupoval jako host; naposledy působil v Divadle ABC.
Jeviště ho lákalo už od časných mladých let. Hereckou školu přesto nevystudoval, vyučil se mechanikem psacích a počítacích strojů. Zároveň vedle školy zkoušel kabaret a účinkoval v divadelním komparzu. Získal cenné praktické zkušenosti a později složil profesní zkoušky před komisí.
Mezi jeho divadelní úspěchy bezesporu patří kanadský Montreal, kde spolu s kolegou Lubomírem Lipským hráli klauny ve hře Revue z Bedny. I přes silnou konkurenci, mimo jiné v podobě slavného Kinoautomatu, sklidilo představení velký úspěch. Následovaly další měsíce se stejným představením, tentokrát v Brazílii.
Zahrál si mnoho desítek televizních a filmových převážně drobných či epizodních rolí. Jednalo se o výrazného komediálního a výborného dabingového herce, což osvědčil například v animovaném seriálu Simpsonovi nebo hlasem, který propůjčil Méďovi Béďovi, účinkoval i v seriálu Tom a Jerry. Svůj hlas propůjčil i známému francouzskému komikovi Bourvilovi. S Bourvilem je spojena i jedna příhoda, kdy se při premiéře filmu Smolař objevilo v úvodních titulcích vedle Františka Filipovského jako Louise de Funèse místo „Bourvil – Jiří Bruder“ spojení „Bourvil – Stanislav Bruder“. Po odvysílání tehdy následovalo množství pokut a jiných postihů, ale Jiří Bruder prý vzkázal: „Ať to tam nechají, vždyť je to přece brácha!“ Překlep tam tedy zůstal a ještě v roce 2004 jej tak vysílala TV Nova.
V roce 1996 se objevily vážné zdravotní problémy, podstoupil sérii těžkých operací dolních končetin. Divadlo mu scházelo, po letech opět stanul na jevišti Divadla ABC v menší roli ve hře Jezinky bezinky. V pokročilém věku tímto představením uzavřel svou bohatou divadelní kariéru. Penzi trávil v domku na pražském Smíchově.
Zemřel po dlouhé nemoci ve věku 86 let v Motolské nemocnici v Praze.

## Ocenění
- 1998 Cena Františka Filipovského za celoživotní mistrovství v dabingu

## Divadelní role, výběr
- 1963 Marcel Achard: Idiotka, Beaurevers, Divadlo Komedie, režie Ota Ornest
- 1964 William Shakespeare: Benátský kupec, Lancelot, Divadlo Komedie, režie Karel Svoboda
- 1965 F. X. Svoboda: Čekanky, Skokan, Divadlo ABC, režie Karel Svoboda
- 1968 P. King, F. L. Cary: Velká zlá myš, Pan Boome, Divadlo ABC, režie František Miška
- 1969 Ivan Klíma: Porota, Holič, Komorní divadlo, režie Ladislav Vymětal
- 1971 V. K. Klicpera: Každý něco pro vlast, Josef Pytel, Divadlo Komedie, režie Ivan Weiss
- 1972 Somerset W. Maugham: Útulný domov, A. B. Ralom, Komorní divadlo, režie Ota Ornest
- 1975 Grigorij Gorin: Zapomeňte na Hérostrata!, Divadlo ABC, Městská divadla pražská, překlad Růžena Pochová, režie Ladislav Vymětal, výprava Jan Dušek, premiéra 26. listopadu 1975. Hráli: Náš současník (Jiří Pick), Tissafernés, vladař Efesu (Václav Voska), Klementina, jeho žena (Marie Málková), Kleón, archón basileus (Jan Tříska), Hérostratos (Václav Postránecký ), Chryssipes, lichvář (Miroslav Homola), Erita, kněžka v chrámu bohyně Artemis (Jarmila Smejkalová), žalářník (Jiří Bruder), kameník (Roman Hemala), Hrnčíř Vladimír Salač (herec) a lazebník (Mirko Musil).[5]

## Film a televize
Jiří Bruder hrál hlavně v televizních filmech a seriálech. Z filmů určených pro kina lze zmínit např. Kdyby tisíc klarinetů (1964, důstojník), Poklad byzantského kupce (1966, nadporučík VB Hrabánek), Dáma na kolejích ze stejného roku (písař VB),  Hvězda padá vzhůru (1974, vinárník Trnka),  Drahé tety a já ze stejného roku (nadporučík VB),   Ať žijí duchové! (1977,  předseda DrPrHrBr), Brácha za všechny peníze (1978,  předseda JZD Maštalíř) nebo Čas pracuje pro vraha (1979, policejní lékař MUDr. Krecar). 

## Diskografie, kompilace
- 1995 Písničky z hospod Staré Prahy I – Supraphon, CD – 02. K Šusterovům do Karlína, 05. Na nás to neplatí (Dvacetikoruna), 06. Otevři, šenkýři, okenice, 18. Točte se, pardálové – Jiří Bruder a Laďka Kozderková.